# 거인 (신분)
거인(擧人)의 의미는 문자 그대로 ‘천거받은 사람’이란 의미이다.
고염무는 《사해》에서 《후한서》 장제기와 《북제서》 선우세영전, 《구당서》 고종본기에 최초로 거인이란 말이 보이기 시작한다고 하고 있다. 그 의미는 관리의 선출을 위해서 여러 지방 군․현에서 중앙으로 천거된 사람들을 의미하는 것이다. 일단 선출되면 그들은 ‘거인’이라 불리지 않았다. 관리로 선발되지 않았을 경우 그들은 다시 추천을 받아야 했다. 따라서 계속 거인으로 남아있던 것은 아니었으나 명청시대의 거인은‘향시’에 합격한 사람에게 영원히 주어지는 학위였다. 《신당서》선거편에도 거인이란 말이 나타난다.

## 최고 등급의 거인 지위를 받은 사람
- 천더푸[2]
- 양수경: 학자
- 위원: 학자
- 좌종당: 장군
- 량치차오: 학자, 정치인
- 우즈후이: 아나키즘주의자 작가